# Bramenwijn
Bramenwijn is een wijn gemaakt van bramensap. Het is een volle meestal lichtzure wijn.

## Bramensap
Bramensap is de belangrijkste grondstof voor deze wijn. Uit 10 kilo bramen kan men ongeveer 5 liter sap winnen. Het rendement is dus rond de 50%. Bramensap bevat vaak veel zuur. Het zuurgehalte is gemiddeld ca. 0,45%, dus 4,5 g per liter. Dit zijn voornamelijk zuren als ascorbinezuur (vitamine C), citroenzuur, wijnsteenzuur en appelzuur. Het suikergehalte hangt ook wat af van de maand dat ze worden geplukt. Eind juli is dit vaak 3,5%, in augustus ongeveer 5% en in september ongeveer 7,5%. Het gaat om de enkelvoudige suikers glucose en fructose. Omdat het suikergehalte dus vaak laag is moet men suiker toevoegen om het eindproduct het gewenste alcoholpercentage te geven.

## Onderzoek
Omdat de samenstellingen niet altijd overeenkomen met deze hierboven moet men het soortelijk gewicht opmeten waardoor men erachter komt hoeveel suiker er extra moet worden toegevoegd en men doet een zuur base-titratie om het zuurgehalte en zuurtegraad te achterhalen. Bij deze titratie hoeft geen extra zuur-base indicator te worden toegevoegd; de kleurstof fungeert hier al voor. Men voegt net zo lang een basische oplossing van bekende sterkte zoals ammonia toe tot de kleur verandert van rood naar grijs tot groen. Is ze te zuur dan zal het gist niet goed zijn werk doen. Is het sap niet zuur genoeg dan is er een grotere kans dat ze mislukt en moet er dus zuur worden toegevoegd zoals wijnsteenzuur of citroenzuur. In sommige gevallen is het belangrijk wat het fosfaat-, nitraat-, carbonaat- en nitrietgehalte is. Deze chemicaliën kunnen het gistingsproces en de smaak van het eindproduct beïnvloeden.

## Aerobe fase
Tijdens de aerobe fase gebruikt gist zuurstof voor de dissimilatie. Dat is nodig voor de voortplanting. Meestal start deze fase al tijdens het uitlekken van het sap uit de pulp, tenminste als er al gistcellen aanwezig zijn. Is dit niet het geval dan moet men gist toevoegen via bijvoorbeeld een monster uit ander gistend sap.

## Anaerobe gisting
Anaerobe gisting betekent dissimilatie zonder invloed van zuurstof. Hierbij wordt suiker in ethanol, (alcohol) en kooldioxide omgezet. Dit gebeurt in het vat. Het suiker wordt meestal in etappes, namelijk bij het overhevelen naar een andere fles, toegevoegd. Bij het overhevelen zit het risico dat eventuele acetobacteriën in de wijn terechtkomen. Meestal krijgen deze dan zolang er nog geen zuurstof bij de wijn komt geen kans om zich te ontwikkelen. Tijdens de anaerobe gisting zijn er verschillende gistsoorten die elkaar overnemen als het alcoholpercentage het kritieke punt van een bepaalde gistsoort heeft bereikt. Deze soort sterft dan als de andere deze overneemt. Hierdoor krijg je neerslag van dode gistcellen. Daarom hevelt men over. De sterkste gistsoort blijft dan uiteindelijk over. Deze soort kan als die aanwezig is doorgisten tot ca. 18,5% alcohol. Bij de meeste wijnen breekt men deze gisting af tussen de 12 en de 15%.

## Aceto besmetting
Als er toch een beetje zuurstof bij de wijn komt dan kan er een besmetting optreden van acetobacteriën. Meestal is dit ongewenst. Acetobacteriën zetten ethanol om in azijnzuur en water en het zet foezel alcoholen zoals methanol om in methaanzuur (mierenzuur) en andere agressieve carbonzuren. Deze geven een prikkelende smaak aan het zure sap. Dit heet dan bramenwijnazijn. Als er nog een alcoholische gisting aanwezig is dan ontstaan er de smaak- en geurverpestende esters. Dit gebeurt vooral wanneer er veel van het zure natriumbisulfiet aanwezig is. Dit zijn onder andere ethylacetaat, methylacetaat en heel soms ethylbutanoaat. Een heel bekende geur die ontstaan kan bij het mislukken van wijn is een geraniumgeur en een bittere zeepsmaak.

## Het eindproduct
Als de wijn gelukt is dan kan men spreken van bramenwijn. Dit wil dan nog niet zeggen dat ze lekker is. Het alcoholpercentage kan te hoog zijn, in dit geval destilleert men wat alcohol weg tot het gewenste percentage bereikt is. Ze kan foezels als methanol en benzenol bevatten die de smaak aantast en voor hoofdpijn kan zorgen als men er te veel van drinkt. Ook in dit geval destilleert men een beetje alcohol weg bij ongeveer 72 °C. Dit wordt ongeveer 5 minuten gedaan, waarna men de wijn weer af laat koelen en soms nog heet in de fles giet. De wijn kan een te sterke smaak hebben. Dan verhit men ze 10 minuten tot 60 °C. Ze kan te droog zijn, men voegt dan een paar gram suiker of honing naar eigen keus toe. Ze kan te zoet zijn, men destilleert er een klein beetje alcohol uit en laat ze weer een maandje gisten. Soms is de wijn onherstelbaar beschadigd, men destilleert alle alcohol eruit waardoor men brandewijn of wodka krijgt. Het bestanddeel dat achterblijft gooit men dan weg. Bramenwijn heet officieel vruchtenwijn. Alleen wijn gemaakt van druiven mag de naam van zijn grondstof dragen, namelijk druivenwijn. Dat men meerdere keren wijn maakt van dezelfde vrucht wil niet zeggen dat ze altijd dezelfde smaak heeft. Dit kan altijd verschillen, afhankelijk van in welke omstandigheden de vruchten zijn gegroeid.